# 吉岡家住宅
吉岡家住宅（よしおかけじゅうたく）は、奈良県奈良市北京終町にある歴史的建造物。町家。主屋と渡廊下が2016年に登録有形文化財に登録された。

## 特徴
建築時期は1935年（昭和10年）で、外観には細い格子を構え、内部はガラス障子を多用するなど、その頃の町家の特徴をよく残している。
「国土の歴史的景観に寄与しているもの」との登録基準に従い、2016年11月29日付けで、主屋と渡廊下が登録有形文化財に登録された。

### 主屋
木造2階建の切妻造桟瓦葺で、通りに南面し建築面積は74平方メートル。
つし2階形式の正面外観を持つ。
1階には格子戸や出格子が構えられており、2階にはつし中央に大振りの虫籠窓が設けられ、軒は出桁で受けている。
内部構造は東に通り土間があり、西側に3室が1列に並んでいる。
通り土間の吹き抜けには梁がなく、居室部はガラス障子が多用されている。

### 渡廊下
木造平屋建の切妻造桟瓦葺で、建築面積は9平方メートル、主屋の後方に続いている。
西が縁となって中庭に面し、東側に物入れ、便所などが配されている。
中庭側は漆喰塗の壁、および板戸、ガラス窓、腰高ガラス障子などの近代的意匠で整えられ、昭和前期の奈良の町家構えをよく伝えている。2012年改修。